# Le Voyage en Arménie
Il viaggio in Armenia (Le Voyage en Arménie) è un film del 2006 diretto da Robert Guédiguian.